# Luca Sorgo
Luca Sorgo, in croato Luka Sorkočević (Ragusa, 13 gennaio 1734 – Ragusa, 11 settembre 1789), è stato un compositore dalmata di origine ragusea, appartenente alla famiglia Sorgo.
Dal 1752 fu membro del Gran Consiglio cittadino e successivamente ambasciatore della Repubblica di Ragusa. Dopo aver appreso i primi rudimenti di musica nella città natale, si recò a Roma, dove fu allievo di Rinaldo di Capua. Fu attivo come compositore tra il 1754 e il 1770.
È ricordato principalmente per le sue sinfonie in tre movimenti, composte secondo lo stile italiano dell'epoca.
Suo figlio Antonio Sorgo fu anch'egli compositore.

## Lavori
- 9 sinfonie.
- 2 ouverture.
- Sinfonia in do maggiore per violino e violoncello.
- La vertu perdue (duo per violino e violoncello).
- Sinfonia in la maggiore per clavicembalo.